# سيمون تيرود
سيمون تيرود (بالألمانية: Simon Terodde)‏ (2 مارس 1988 بوخولت ألمانيا - ) هو لاعب كرة قدم ألماني، يلعب كمهاجم.

## وصلات خارجية
سيمون تيرود على موقع قاعدة بيانات كرة القدم.إي يو (الإنجليزية)
- سيمون تيرود على موقع بيانات كرة القدم. دي إي (الألمانية)
- سيمون تيرود على موقع Soccerway.com (الإنجليزية)
- سيمون تيرود على موقع عالم كرة القدم.نت (الإنجليزية)